# Uncial 055
Uncial 055 (numeração de Gregory-Aland), é um manuscrito uncial grego do Novo Testamento. A paleografia data o codex para o século XI.

## Descoberta
Contém 303 folhas (26 x 19,5 cm) dos quatro evangelhos, e foi escrito com uma coluna por página, contendo 37 linhas cada.
O texto grego desse códice é um representante do Texto-tipo Bizantino.
Actualmente acha-se no Biblioteca Nacional da França, (Gr. 201) in Paris.

## Literatura
- J. Burgon, The last Twelve Verses of Mark (London, 1871), pp. 282-287.